# Soraya Post
Soraya Viola Heléna Post, née le 15 octobre 1956 à Göteborg, est une femme politique suédoise, membre de l'Initiative féministe.

## Biographie
Ses parents se sont rencontrés à Göteborg. Son père, juif allemand, est alors marin, en escale. Sa mère, 18 ans, est issue d’une famille Roms, installée en Suède au XVIe siècle. La famille s'installe dans un petit appartement. Lui vend désormais des voitures et de la ferraille. Elle fait des ménages. Quand sa mère attend son troisième enfant, les services sociaux suédois lui donnent le choix entre l’avortement suivi d’une stérilisation ou le placement de ses deux premiers enfants en dehors du foyer. Elle est enceinte de sept mois, quand elle est ainsi conduite à interrompre sa grossesse et à accepter une stérilisation : « Ce n’est pas seulement ma mère qu’ils ont stérilisée ce jour-là, mais mon père, qui ne pouvait plus avoir d’enfant, à moins de quitter sa femme. »
Soraya et son frère apprennent à se méfier des services sociaux : « Nous essayions de faire toujours mieux que les autres, pour être sûrs de ne pas leur donner une raison de nous placer. » Quand ses parents veulent l'inscrire à l'école, la direction refuse. Son père proteste et finit par obtenir gain de cause. 
Elle arrête après le lycée, pour suivre le père de ses quatre enfants, rom aussi. Elle devient vendeuse de hot-dogs, puis commerciale, et enseignante. En 2001, elle convainc sa mère de réclamer l'indemnisation accordée par l’État suédois aux victimes de la stérilisation forcée. Défenseure des minorités au conseil régional du comté de Västra Götaland, elle est contactée en 2013 par Initiative féministe pour s'engager encore davantage dans l'action politique. Elle vient alors d’apprendre que son nom figure sur un fichier illégal de la police suédoise, recensant des milliers de Roms dans le pays. Elle est élue en mai 2014 au Parlement européen. Le 21 octobre 2014, elle reçoit le prix Stieg-Larsson contre le racisme.

### Biographie
- (en) Caroline De Haas, « We need a feminist voice in Europe – these elections can be a new beginning », The Guardian,‎ 23 mai 2014 (lire en ligne).
- Anne-Françoise Hivert, « La Suède s’emploie au féminin pluriel », Libération,‎ 12 septembre 2014 (lire en ligne).
- Anne-Françoise Hivert, « Soraya Post. Eu(rom)éenne », Libération,‎ 8 janvier 2015 (lire en ligne)